# Tracciante di flusso

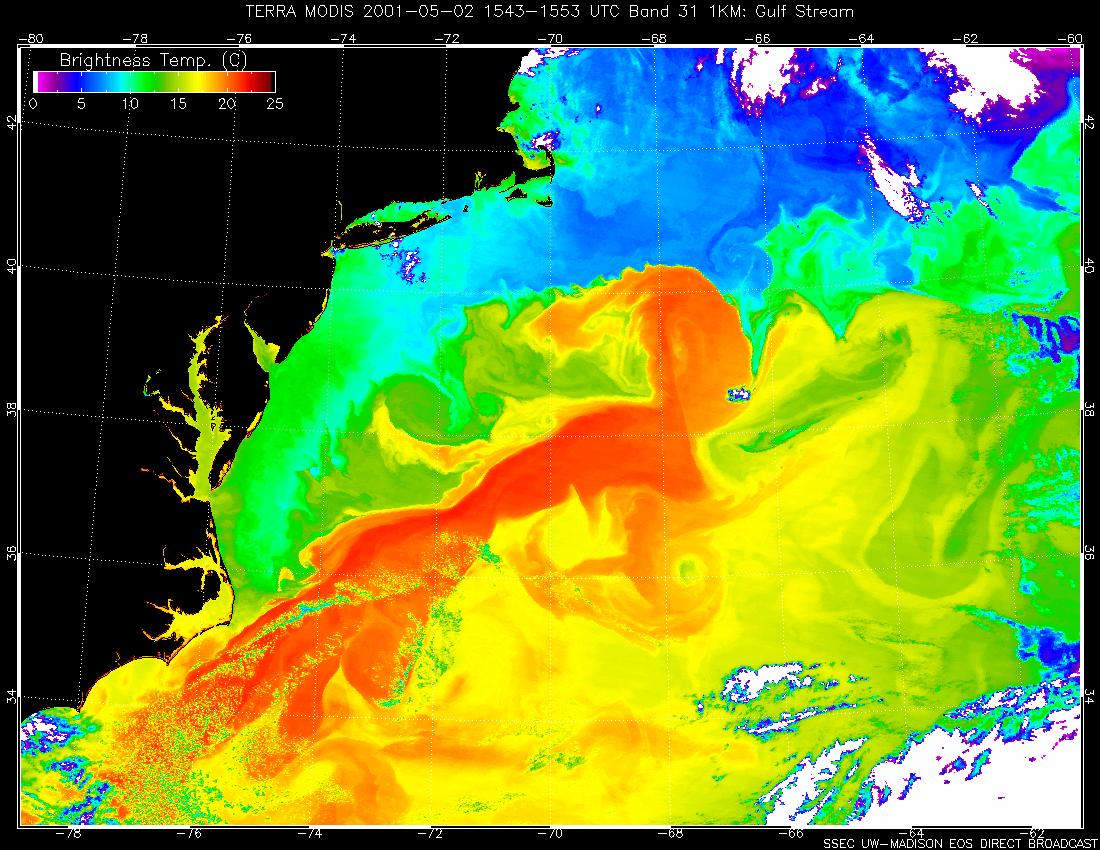
Immagine della Corrente del Golfo ottenuta dal Moderate-Resolution Imaging Spectroradiometer. I falsi colori nell'immagine rappresentano la "temperatura di luminosità" alla sommità dell'atmosfera misurata nella banda 10,780-11,280 µm. I valori della temperatura di luminosità rappresentano la radiazione termica risultante dalla combinazione della superficie del mare e della sovrastante umidità atmosferica.

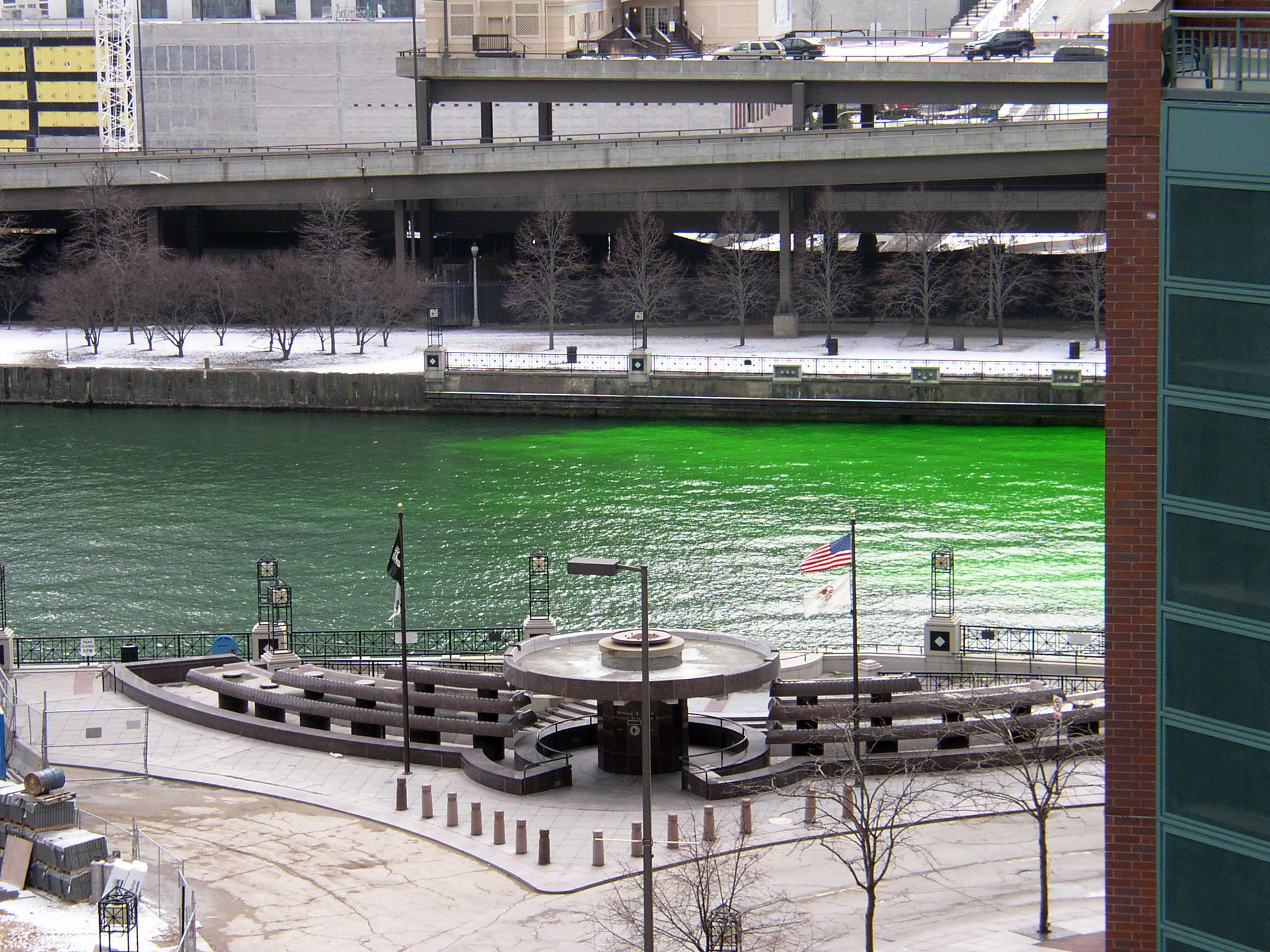
Il fiume Chicago colorato in verde con fluoresceina per festeggiare la Festa di san Patrizio.

Un tracciante di flusso è una qualunque proprietà di un fluido che viene usata per tracciare il suo flusso. 
Come tracciante si può usare la concentrazione di un composto chimico presente nel fluido o caratteristiche fisiche come la temperatura. Un tracciante può trovarsi naturalmente nel fluido o esservi stato introdotto artificialmente, come ad esempio un colorante o un tracciante radioattivo. Se il tracciante è di tipo conservativo, rimane inalterato nel fluido e ne segue il flusso; se invece è di tipo reattivo, interagisce con le particelle costituenti il fluido dando luogo a una reazione chimica.
I traccianti dinamicamente attivi alterano il flusso del fluido attraverso una modifica di qualcuna delle proprietà che compaiono nelle equazioni del moto, come la densità o la viscosità; i traccianti dinamicamente passivi invece non hanno influenza sul flusso.
In oceanografia, i traccianti usati per studiare i grandi flussi oceanici includono la temperatura potenziale, la salinità, la concentrazione di alcune sostanze quali l'ossigeno, i clorofluorocarburi, il trizio (introdotto nella superficie oceanica in seguito agli esperimenti con la bomba atomica) e altri composti chimici. 
Nel 1992, quando per un incidente furono riversati nell'Oceano Pacifico 28 000 giocattoli di gomma Friendly Floatees contenuti in un container trasportato su una nave, l'oceanografo Curtis Ebbesmeyer li usò per la verifica dei modelli delle correnti marine.